# اتصالات ماليزيا
اتصالات ماليزيا بيرهاد ( TM ) هي شركة اتصالات ماليزية تأسست عام 1984. بدءًا من شركة الاتصالات الوطنية لخدمات البث عبر الخطوط الثابتة والإذاعية والتلفزيونية ، تطورت لتصبح أكبر مزود في البلاد لخدمات النطاق العريض والبيانات والخط الثابت والتلفزيون المدفوع وخدمات الشبكة. دخلت الشركة في مساحة تطور طويل الأمد (LTE) مع إطلاق خدمة (TMgo) ، أول عرض (4G) لها. تمت إعادة تسمية خدمة الشركة 850 ميجاهرتز لتصبح (unifi Mobile) في يناير 2018.
مع ما مجموعه 2.23 مليون مشترك في النطاق العريض في عام 2014 ،  unifi هي أول خدمة النطاق العريض عالي السرعة من الألياف البصرية في ماليزيا. 
نظرًا لمعدل تبني الماليزيين للتكنولوجيا الرقمية ، تمثل الشركة واحدة من أكبر الشركات المرتبطة بالحكومة في البلاد ، مع أكثر من 28000 موظف وقيمة سوقية تزيد عن 25 مليار رينجيت ماليزي.

## روابط خارجية
- الموقع الرسمي